# 深紫
深紫（英語：Deep Purple）是英國的硬式搖滾／重金屬樂團，1968年成立於英國哈特福。樂團被認為是重金屬音樂和現代硬式搖滾的開拓者之一。樂團的風格曾幾次的異動過，成立之初是前衛搖滾，在1970年轉向重金屬風格。深紫與黑色安息日、齊柏林飛船被視為「重金屬音樂的三大元老」。根據1975年《金氏世界紀錄大全》記載，深紫於1972年在倫敦彩虹劇院的演出創下「世界上音量最大聲的樂團」紀錄。他們在全球銷售了超過一億張唱片。
深紫的陣容經歷過多次改變，並且在1976年解散（成員陣容普遍被分為Mark I、II、III、IV、V、VI、VII和VIII），中斷了八年後在1984年重組。他們在商業上最成功的陣容是“Mark II”時，伊恩·吉蘭（主唱），瓊·洛德（鍵盤手），羅傑·格洛弗（貝斯手），伊恩·佩斯（鼓手）和瑞奇·布萊克摩爾（吉他手）。這個陣容活躍於1969年至1973年、並從1984年重組到1989年、以及1992年到1993年間。目前的陣容是伊恩·佩斯（鼓手），羅傑·格洛弗（貝斯手），伊恩·吉蘭（主唱），史提夫·莫爾斯（吉他手）和唐·艾瑞（鍵盤手）。其中伊恩·佩斯是唯一一位乐團的創始成員。
美國VH1將深紫列為「百大優秀硬搖滾樂團」第22名。在英國廣播電台搖滾星球的調查中，他們在「歷來最有影響力的樂團」排行第5位。深紫在2005年獲得世界音樂獎「傳奇獎」、2011年獲經典搖滾獎「創新獎」，並且在2016年入選搖滾名人堂。

## 歷史

### 組建（1967 - 1968年）
1967年，前搖滾樂團搜索者的鼓手克里斯·柯提斯找上倫敦的服飾商人東尼·愛德華，說服他資助自己要組的新樂團「圓環」（意即成員可自由加入或退出），他的想法類似超級樂團，這讓愛德華決定為他籌措資金，並另外找來兩位生意夥伴約翰·科萊塔和朗·海爾合資成立了HEC企業。
第一位招募的成員是鍵盤手瓊·洛德，他擅長鋼琴、管風琴和電子琴，以及古典音樂、巴洛克音樂、爵士樂和藍調，當時因為與滾石樂隊吉他手的弟弟亞特·伍德玩團而頗有名氣。接著加入的是著名搖滾樂團強尼·基德與海盜的前成員：貝斯手尼克·辛博和鼓手卡羅·雷托。之後辛博提議招攬在英德兩地名聲鹤立的優秀吉他手瑞奇·布萊克摩爾。因為辛博很早以前就和布萊克摩爾的樂團共演過。
1967年12月，愛德華說服布萊克摩爾同意加入「圓環」。然而這時柯提斯卻因為LSD成癮，導致行為及情緒不穩定，他逐漸失去了組建樂團的興趣，於是HEC企業將他解僱。三位股東對樂團的巨大潜力和未來非常樂觀，並未撤資。而且洛德和布萊克摩爾兩人一拍即合，也希望繼續合作。雷托在此時退出，洛德提議讓巴比·伍德曼接任鼓手。
1968年3月，四位成員（洛德、布萊克摩爾、辛博、伍德曼）搬到赫特福郡的一棟鄉間別墅。樂團在此生活、寫歌與練團。他們整裝待發，使用馬歇爾音箱公司最新型的設備、還有全新的樂器。根據辛博回憶，當時試音了「數十位」候選人，包括當時23歲的洛·史都華和麥可·哈里森都去試過。但一直到聽見「迷宮」前主唱羅德·艾文斯的歌聲、才認為找到一個風格比較適合樂團的主唱。陪艾文斯一起來面試的還有他樂團的鼓手伊恩·佩斯，布萊克摩爾1966年在德國時見過「迷宮」演出，當年18歲的佩斯給他留下過深刻印象。碰巧當時伍德曼對音樂風格上的不滿意，於是樂團倉促的為佩斯安排一個鼓試音。最終，樂團錄取了艾文斯和佩斯，完成五人編制的陣容，日後被樂界稱為「Mark I」。
1968年4月，「圓環」到丹麥和瑞典進行短暫巡演的途中，布萊克摩爾以一首奶奶最喜歡的歌曲名字為靈感，提議將團名「圓環」改成「深紫」。經過全體投票後，樂團正式改名。

### 早期（1968 - 1970年）

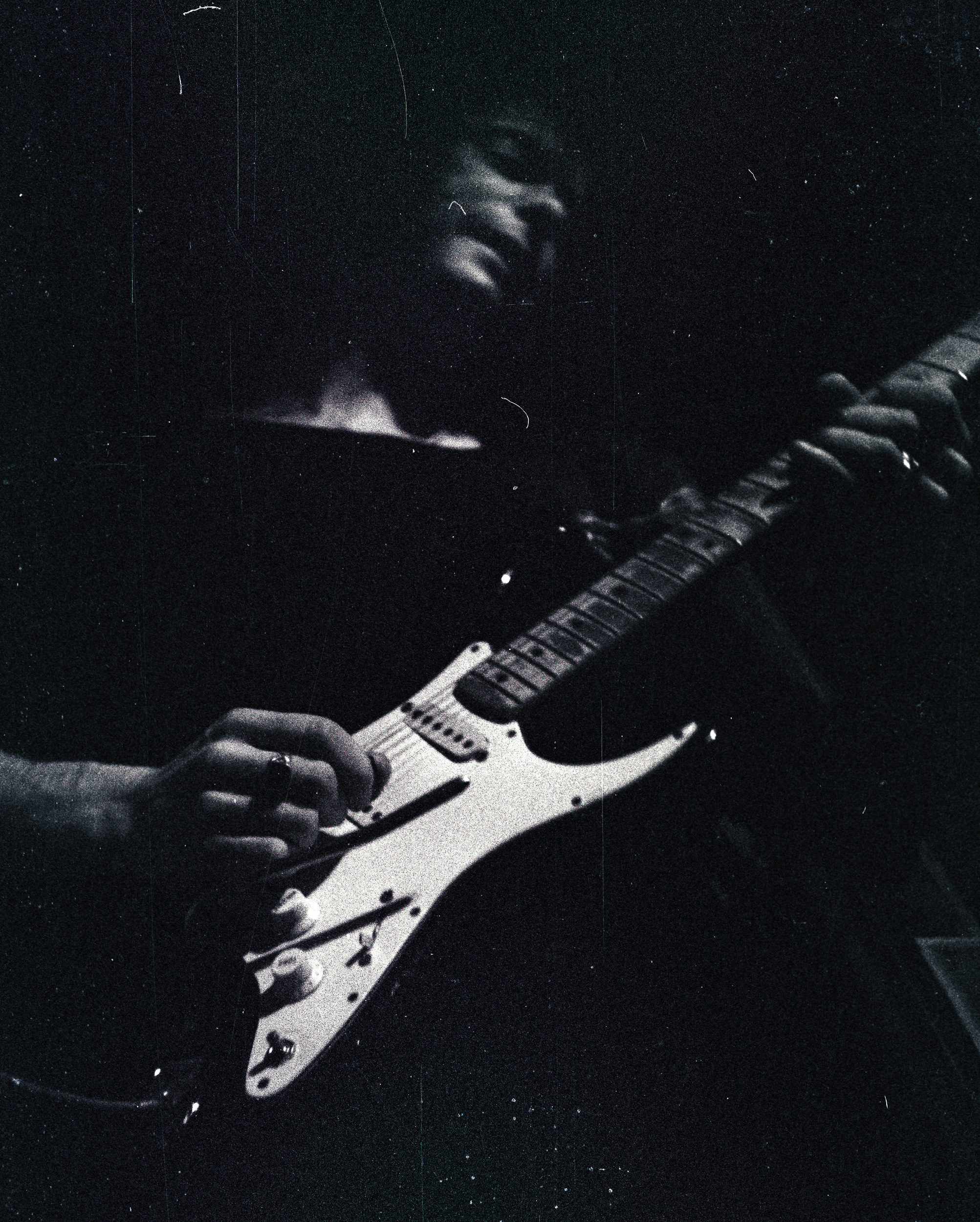
1970年在德國漢諾威演出的瑞奇·布萊克摩爾

1968年5月，樂團到倫敦的徒步錄音室錄製第一張專輯，只花費兩天，製作人德瑞克·勞倫斯也幫他們找到唱片公司簽約。7月，透過四字神名唱片在美國發行《深紫色調》，9月透過EMI唱片在英國發行。樂團翻唱自美國歌手喬·薩夫的〈安靜〉在北美獲得意想不到的成功，登上美國告示牌百強單曲榜第4名、加拿大單曲榜第2名，專輯也登上告示牌流行音樂專輯排行榜第24名。美國市場讚譽深紫是「英式香草軟糖樂團」，他們也被英國當紅的藍調搖滾樂團鮮奶油選上，擔任他們告別巡迴的暖場樂團。然而在美國火紅的深紫回到英國舉行深紫色調巡迴演出時，英國民眾以為他們只是不起眼的美國流行樂團。辛博回憶表示：「我們得到適當的曝光，美國人真的很會宣傳唱片」、「我們當初在美國很成功，但是英國這邊.. EMI唱片啥都不做，他們是愚蠢的老傢伙」。
在深紫展開第一次北美巡演之際，1968年10月發行第二張專輯《塔利埃辛之書》，這次收錄翻唱自美國歌手尼爾·戴門的〈肯塔基女子〉登上美國單曲榜第38名、加拿大單曲榜第21名。EMI唱片延遲了在英國的發布，一直等到1969年6月。和第一張專輯相同，深紫在北美較受歡迎。而在家鄉英國，無論是專輯和單曲幾乎都完全被忽視，這個現象令美國記者和樂評人十分困惑。
由於在北美舉行的塔利埃辛之書巡演非常成功，吸引了成千上萬的樂迷，巡演規模甚至可在大型場館進行，如洛杉磯的論壇體育館，因此深紫在英國的聲譽大大增加。同時樂團內部也出現裂痕，辛博表示：「一旦我們開始賺錢，友誼就消失了，這讓布萊克摩爾對艾文斯和我非常火大」。回到英國後，他們在1969年1月開始錄音。5月底時，布萊克摩爾、佩斯和洛德開會討論樂團的音樂方向，佩斯說：「我們覺得艾文斯和辛博離樂團越來越遠，辛博的傳統搖滾演奏風格、艾文斯的民謠歌聲都侷限了發展性，我們想要做更重的音樂」。洛德回憶說：「我們得出的結論是：艾文斯不能達到我們想要的目標，這是個艱難的決定」。6月21日，發行第三張專輯《深紫》，這張專輯加入弦樂器和木管樂器，展現了洛德的古典樂涵養，他明顯受到巴哈和林姆斯基-高沙可夫，以及香草軟糖樂團的影響。這也將是創始陣容的最後一張專輯。
由於四字神名唱片陷入財務危機，欠下超过兩百萬英鎊的債務，公司暫緩支付樂團所急需的版税。也由於缺乏宣傳經費，新專輯銷量不佳，在美國榜的成績是第162名。最終四字神名唱片仍宣布破產，公司和旗下音樂人全部由華納兄弟唱片公司買斷。在決定開除主唱艾文斯和貝斯手辛博之後，樂團開始尋找接替人選。布萊克摩爾最初想招募泰瑞·里德擔任主唱，但他受到錄音合約的約束，並且對單飛比較有興趣而作罷。之後，布萊克摩爾和洛德到伍德福德去考察默默無名的第六集。其主唱伊恩·吉蘭接受邀請加入深紫。第六集的鼓手麥克·安德伍德以前和布萊克摩爾玩過團，因此介紹第六集的貝斯手羅傑·格洛弗給他們，洛德和佩斯非常贊同格洛弗的音樂理念，也邀請他加入深紫，造成第六集解散，也讓安德伍德產生和深紫長達近十年的心結（直到70年代末吉蘭招攬他加入個人樂團）。這次招攬成員的事情是秘密進行的，艾文斯和辛博對發生的事情一無所知。

第一張現場專輯《深紫與管弦樂團協奏曲》，該專輯成為新古典金屬的先例，影響深遠

1969年7月，主唱和貝斯手正式換人，這個新陣容就是最為經典的「Mark II」，也是深紫歷史上最穩定的一個陣容，未來將帶給樂團巨大財富、不朽傳奇和珍貴遺產。他們開始在倫敦市中心排練。唱片公司聘請奧斯卡金像獎作曲家馬爾康·亞諾來協助深紫。9月時，由於英國獅子影業和《每日快報》贊助，樂團獲得一次珍貴的機會，他們將在皇家阿爾伯特音樂廳與和皇家愛樂樂團進行協奏曲演出。這次搖滾樂團和管弦樂團合奏的首例，被發行為深紫第一張現場專輯《深紫與管弦樂團協奏曲》，成為他們在英國成功打響名號的作品。但當時吉蘭和布萊克摩爾對媒體形容的「和管弦樂團一起演奏的樂團」感到不開心。布萊克摩爾原本只期望錄製和發行更精緻、更硬式搖滾的作品，他覺得這會妨礙樂團的路線。佩斯說：「它混淆了觀眾和樂團內的焦點」，格洛弗也認為：「我覺得這讓樂團身份有點混亂」。但負責演出編制的洛德卻非常高興可以將古典音樂融入到搖滾樂。事實上，這張現場專輯獲得熱烈迴響、深紫大幅度的增加曝光率，這成功抬高了深紫在英國樂迷心目中的地位，並且也擺脫了流行翻唱樂團的標籤（日後還成為新古典金屬的顯著先例）。後來又發行由洛德創作、另一張和管弦樂團合作的現場專輯《雙子現場》。1975年，布萊克摩爾表示，他認為樂團搞協奏曲不是壞事，但是《雙子現場》脫節到有點可怕的程度，格洛弗後來也宣稱，早年樂團的領導者似乎是洛德。

### 成功（1970 - 1973年）

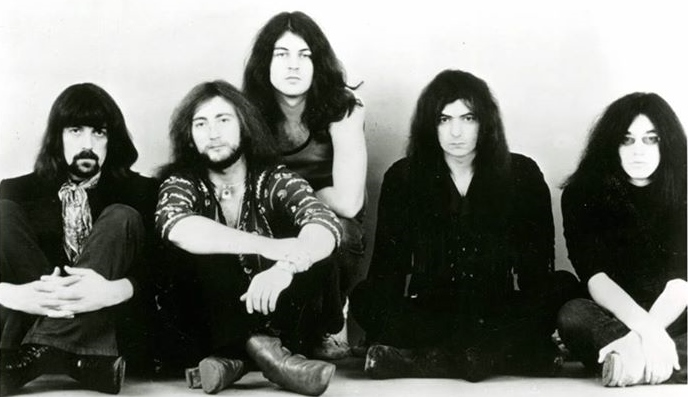
1971年，深紫的「Mark II」陣容。由左至右是洛德、格洛弗、吉蘭、布萊克摩爾、佩斯

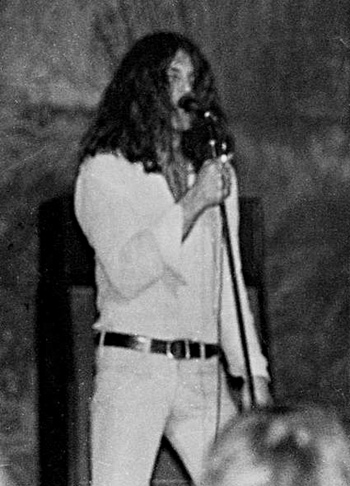
1972年，在美國表演的吉蘭

在《深紫與管弦樂團協奏曲》發行後，樂團展開新的漫長巡演和錄音行程。1970年6月3日，發行第四張專輯《搖滾的深紫》，終於使深紫登上英國專輯排行榜前十強（第4名）。專輯中呈現布萊克摩爾的吉他、洛德歪曲的電子琴、吉蘭咆哮哭啼的嗓音，加上格洛弗與佩斯的音韻節奏，已經具有非常獨特的風格，立即受到全歐洲的搖滾樂迷認可。深紫《搖滾的深紫》、齊柏林飛船《齊柏林飛船II》和黑色安息日《偏執狂》，這三張幾乎同期發行的「重金屬音樂三大元老」經典專輯，令搖滾樂發展出新的重大流派重金屬音樂，在音樂發展史上有著舉足輕重的地位。
布萊克摩爾表示：「我厭倦了和古典樂團一起演奏，我想，該我上場了。洛德越來越古典，那我就要更加搖滾。如果這張專輯失敗了，那我就和管弦樂團一起彈到死為止」。《搖滾的深紫》表現亮眼，而單曲〈黑夜〉也登上英國單曲排行榜第2名。樂團隨後首次登上英國廣播公司的指標性節目「流行之巔」演出。1971年7月，發行第五張專輯《火球》，它更加圓潤老練，也更有前衛創造性，榮登英國專輯排行榜第1名，在德國、瑞典、比利時和丹麥也都是冠軍。單曲〈奇怪的女人〉也登上英國單曲排行榜第8名。
幾週內，樂團就開始為下一張專輯創作歌曲。其中〈公路之星〉是在巡迴巴士上完成的，創作靈感源自一位記者的問題：「你們如何著手寫歌？」。該曲也在《火球》專輯巡迴的第一場被演唱。1971年12月，深紫巡演來到瑞士日內瓦的渡假勝地蒙特勒，同時他們租用了滾石行動錄音室錄製新專輯。當時弗蘭克·扎帕在樂團對面的蒙特勒賭場酒店內開唱，觀眾發射信號槍助興而引發火災，最後酒店被燒毀。第二天，深紫成員看到整個日內瓦湖上空瀰漫著大火的煙霧。該事件成為偉大名曲〈水上煙〉的創作由來。酒店重建後，深紫當時製作的這張專輯也陳列在走廊裡。
1972年3月25日，發行第六張專輯《機械頭》，它成為深紫最著名、最受歡迎的專輯之一，也是他們的第二張英國排行榜冠軍專輯。同時也席捲歐美日的唱片市場，登上美國告示牌二百強專輯榜第7名、日本公信榜第6名，以及加拿大、德國、奧地利、澳大利亞、丹麥、芬蘭、法國、南斯拉夫、義大利等國的專輯排行榜第1名。其中收錄許多經典名曲，如〈水上煙〉、〈公路之星〉、〈迷幻太空〉和〈悠閑〉。樂團接著巡迴並繼續錄製專輯，這是他們職業生涯中最快的速度：錄製《機械頭》時他們只成軍三年半，而錄音室專輯已經推出了六張。
深紫在1972年進行了第四次北美巡演之旅，以及第一次日本巡演之旅。他們原本預計只在日本發行現場專輯《日本現場》，但銷售至全世界後立刻熱賣，獲得美國唱片業協會2×白金唱片認證，成為搖滾樂最受歡迎、銷售量最高的演唱會現場專輯之一。
經典的深紫「Mark II」陣容持續活躍，在1973年1月13日發行第七張專輯《自以為是》，以〈東京之女〉為主打單曲。專輯登上美國榜第15名、英國榜第4名，同時是深紫成軍後最快達成金唱片銷量的專輯。但樂團內部的緊張與疲憊也逐漸升高，布萊克摩爾認為吉蘭不夠專業，演唱會上經常忘詞，卻一直不以為意。他表示：「樂迷花錢來看演唱會，結果底下的觀眾歌詞卻唱的比他還熟，真是可笑」。隨著《機械頭》、《日本現場》與《自以為是》的商業成功表現，深紫成為1973年度最暢銷的音樂藝術家。

### 新陣容和爭執（1973 - 1976年）

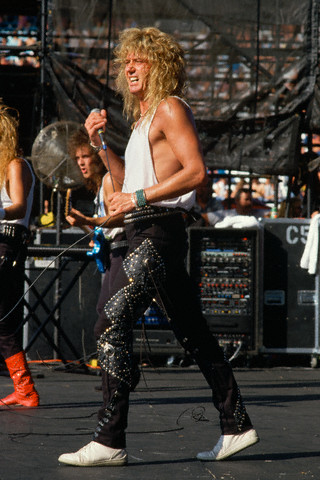
大衛·科弗代爾是1973年至1976年期間的深紫主唱

主唱吉蘭在1984年的採訪中回憶說：「雖然我們急需休息，但公司依然要我們在巡演的同時，完成《自以為是》的錄製」。另一位對樂團活動感到不適的成員是貝斯手格洛弗。1973年夏天，在第二次日本巡演後，吉蘭和布萊克摩爾決裂，退出深紫，而格洛弗也因受不了這種長期不和諧的氣氛，同時離團。在多年後的採訪中，洛德表示：「吉蘭和格洛弗雙雙在樂團的巔峰時期離開，真是搖滾樂界最大的恥辱，天知道我們在未來三四年內會有什麼成就」。
為了填補樂團中的空缺，深紫開始試聽甄選，最終樂團選定的新成員是主唱大衛·科弗代爾，以及貝斯手兼主唱葛倫·休斯，形成「Mark III」陣容。據休斯表示，原先預計要與保羅·羅傑斯形成雙主唱，但後來羅傑斯決定自組樂團而作罷。選擇科弗代爾的主因是布萊克摩爾喜歡他陽剛的藍調嗓音。
新陣容在1974年開始活動，1974年2月15日發行第八張專輯《烈火》，它非常成功的登上美國榜第9名、英國榜第3名。專輯名稱象徵樂團的鬥志，並加入當時由溫柔的巨人、創世紀樂團、是的以及愛默生、雷克與帕瑪等樂團掀起的前衛搖滾運動。《烈火》是一張複雜的作品，每位成員都展現出各自的音樂精神，特別是布萊克摩爾的吉他實力。科弗代爾和休斯也令深紫加進藍調合聲以及更多稀奇古怪的元素。樂團也展開新的世界巡演，包括3月13日在紐約麥迪遜廣場花園和連續四天拿騷老兵紀念體育館的演出。4月6日在加州安大略的加州音樂節上，吸引超過二十五萬名觀眾聚集。這次盛會同時還有黑色安息日、老鷹樂團、愛默生、雷克與帕瑪、大地風火等流行樂團參與，部分演出並由美國廣播公司播出，讓樂團接觸到更廣泛的美國觀眾。
11月，發行第九張專輯《風雨欲來》，「Mark III」陣容的特色更加鮮明。除了主打歌以外，其他幾首如〈花心女子〉、〈吉普賽人〉和〈命運的鬥士〉都是當時的電台熱門歌曲。該專輯登上美國榜第20名、英國榜第6名。然而，布萊克摩爾不喜歡這張專輯有時髦的靈魂樂元素，甚至把它稱為「擦皮鞋的音樂」。因此，他於1975年6月21日離開了深紫，與前精靈的主唱羅尼·詹姆斯·迪歐共同組成了新樂團彩虹。
布萊克摩爾的離開，讓失去核心人物與吉他手的深紫出現巨大缺陷，成員不肯就此停住他們的搖滾之路。他們考慮了克萊姆·克萊姆普森、佐·克萊門森、麥克・朗森和洛瑞・蓋勒許等人，最後宣布取代布萊克摩爾的是美國吉他手湯米·波林。選擇波林的原因有兩種版本說法：科弗代爾表示自己是建議選擇波林的人：「他走進來，瘦的像根棍子、頭髮染得五顏六色。他帶著一個令人目不轉睛的夏威夷女孩，穿著針織連衣裙，底下啥都沒穿。他把插頭插進馬歇爾100瓦音箱裡...吉他手這個位子就是他的了」。但是在1975年6月由音樂周刊《作曲家》最初發表的一次採訪中，波林自稱他是根據布萊克摩爾的推薦來參加試音的。當波林加入深紫時，還正忙於他的第一張個人專輯《預告》。
在新吉他手波林的個人專輯《預告》發表前一個月，新的深紫陣容「Mark IV」於1975年10月10日發行第十張專輯《品嘗深紫色》，獲得褒貶不一的評價，在美國榜第43名、英國榜第19名。它更加新穎、有大量的放克元素，使深紫的硬式搖滾風格更為鋒利。波林的影響十分重要，負責人聲的科弗代爾和休斯鼓勵他多加創作，因此是由吉他手醞釀出大部分內容。儘管波林的才華洋溢，他隨後的個人吸毒問題慢慢顯露出來。在之後宣傳新專輯的世界巡迴之旅中，許多觀眾也對波林報以噓聲，認為他無法勝任瑞奇·布萊克摩爾的位置。在經過許多水準滑落的演唱會後，深紫迅速面臨成軍以來最大的危機。

### 解散（1976 - 1984年）

1976年，深紫解散前的英國巡迴宣傳照

1976年3月15日，在英國利物浦帝國劇場的演唱會是深紫解散前的最後一次演出。隨後，主唱科弗代爾遞出辭呈含淚離開樂團。剩下的創團成員洛德和佩斯，於1976年7月宣布深紫解散。當時的樂團經紀人羅柏·庫克西發表了一個簡單聲明：「樂團不會再以深紫的名義一起錄音或舉行活動」。
五個月後，前吉他手波林發行第二張個人專輯《私家偵探》，隨後跟隨英國知名吉他手傑夫·貝克（雛鳥樂團前成員，早期與艾瑞克·克萊普頓、吉米·佩奇一起組過團）巡迴。12月4日，在美國邁阿密演出當晚，波林被女友發現不省人事，醫護人員迅速前來但還是晚了一步，官方宣佈的死因是多重的藥物中毒，當時他才25歲。
深紫解散後，其他歷任團員則各自在許多樂團中獲得很好的音樂成績，這些樂團包括彩虹樂團、吉蘭、白蛇樂團。然而在80年代初，發生了英國重金屬新浪潮，以及硬式搖滾的市場復甦，也有一些成員試著重組深紫。1980年，未經授權也不受公認的深紫樂團由第一任主唱羅德·艾文斯重組，成員中只有他自己曾經待過深紫，最後被樂團的管理層以非法使用深紫名義告到法庭，艾文斯因未經許可擅自使用團名，被判罰緩672,000美元的損害賠償，結束了這不被承認的重組。

### 重組（1984 - 1994年）

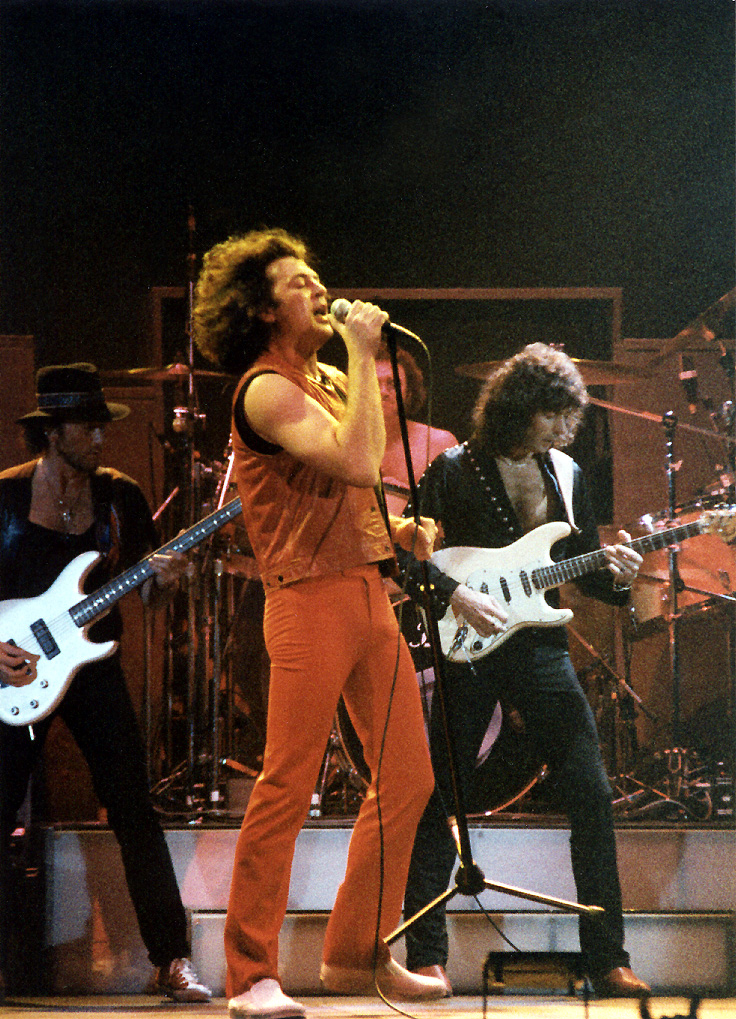
1983年在美國牛宮表演的深紫

1984年4月、深紫解散過了八年後，完整規模（和合乎法律意義上）的重組由70年代初的經典陣容「Mark II」（主唱伊恩·吉蘭、鍵盤手瓊·洛德、貝斯手羅傑·格洛弗、鼓手伊恩·佩斯、吉他手瑞奇·布萊克摩爾）組成。深紫與寶麗多唱片簽署全球市場合約、與寶麗多唱片簽署英國市場唱片合約、與水星唱片簽署了美國市場唱片合約。1984年10月29日，發行第十一張專輯《完美陌生人》，取得了商業成功，登上美國榜第17名、英國榜第5名。專輯收錄〈敲你後門〉和〈完美陌生人〉等成為演唱會經典的歌曲。該專輯成為繼《機械頭》後，深紫在美國的第二張白金唱片認證專輯。
重組後的世界巡迴（又名團聚之旅）從澳洲開始，一路橫跨世界各地後抵達美國，接著第二年夏天到歐洲。在票房收入上，這次巡迴獲得驚人的成功。在當時（1985年）是僅次於美國搖滾歌手布魯斯·斯普林斯廷的最高收入音樂藝術家。1985年6月22日，深紫回到英國後，只在奈柏華茲音樂節登場表演，由天蠍擔任暖場團，當時氣候惡劣（暴風雨、寒冷加上滿地爛泥巴），依然吸引八萬多名觀眾聚集守候。這場演出被樂迷稱為「榮歸奈柏華茲」。
「Mark II」陣容在1987年1月12日發行第十二張專輯《淺藍之屋》，吉蘭對於這張專輯回憶表示：「這張專輯裡有一些好歌，但是好像少了什麼，我感受不到這個樂團的精神，我可以看到或聽到五個專業音樂人在把工作做到最好，但是它（深紫）就像一支不正常的足球隊、就像球場裡有十一個超級球星在踢球，各秀各的球技，沒有齊心協力的精神」。洛德也說：「我們犯了巨大的錯誤，試圖讓我們的音樂流行化。我們發現樂迷不希望我們這樣做」。團聚的新專輯發行後，立即展開一場世界巡演（其中止了一段時間，因為布萊克摩爾在舞台上把吉他扔到空中之後，手指骨折受傷）。
1988年6月，發行現場專輯《沒人是完美的》，收錄歌曲從這次巡迴演出挑選，但絕大部分的歌還是和最成功現場專輯之一的《日本現場》歌單相近。在英國則推出一首新版本的〈安靜〉紀念樂團的二十週年。1989年樂團出現裂痕，吉蘭與布萊克摩爾因音樂理念相差太遠、再度爆發衝突，吉蘭被深紫開除。最初，樂團打算招募生存者主唱吉米·傑米森取代吉蘭，但後來因史考特兄弟唱片的干預而告吹。最終，經過試音幾位知名歌手後（包括布萊恩·浩威、道格·派尼克、吉米·巴恩斯、約翰·法納姆、泰瑞·布羅克、卡爾·史旺），前彩虹主唱喬·林·特納被選入深紫。「Mark V」陣容只錄了一張專輯《奴隸與主人》（1990年10月5日發行），該專輯的銷量低於預期，位於美國榜第87名。雖然布萊克摩爾很滿意這張專輯，但許多樂迷嘲弄這是「深彩虹專輯」。
這張專輯的巡迴結束後，特納在1992年開始錄製他們的下一張專輯。但是洛德、佩斯、格洛弗和唱片公司希望吉蘭回來，因應樂團的25週年紀念。最後收到250,000美元的布萊克摩爾勉強接受了請求，於是特納被迫離開、吉蘭回歸，「Mark II」陣容又繼續合作。1993年7月2日，發行第十三張專輯《激戰》，這張原本是特納的專輯，讓吉蘭不得不進行大幅改編。結果，布萊克摩爾對於非旋律性的元素感到憤怒。在成功的歐洲巡演途中，布萊克摩爾於1993年11月17日在芬蘭赫爾辛基表演後退出深紫。
美國吉他手喬·沙翠亞尼被召入支援，形成「Mark VI」陣容。他們完成了12月的日本演出，也持續到1994年的歐洲巡迴，後來沙翠亞尼被邀請成為永久團員，但因史詩唱片擁有他的唱片合約而無法實現。深紫隨後一致同意由美國吉他手史提夫·莫爾斯接任，至此形成「Mark VII」陣容。吉蘭在2007年表示：「深紫在1993年瀕臨崩塌，觀眾正在流失。我們在容納四千人的場地表演，但是只有一千二、或是一千五百多人來看。接著很幸運的、布萊克摩爾離開了，一線曙光又照了進來。我們都想再拚一次看看，感謝能有這個機會」。

### 復興（1994年 - 至今）

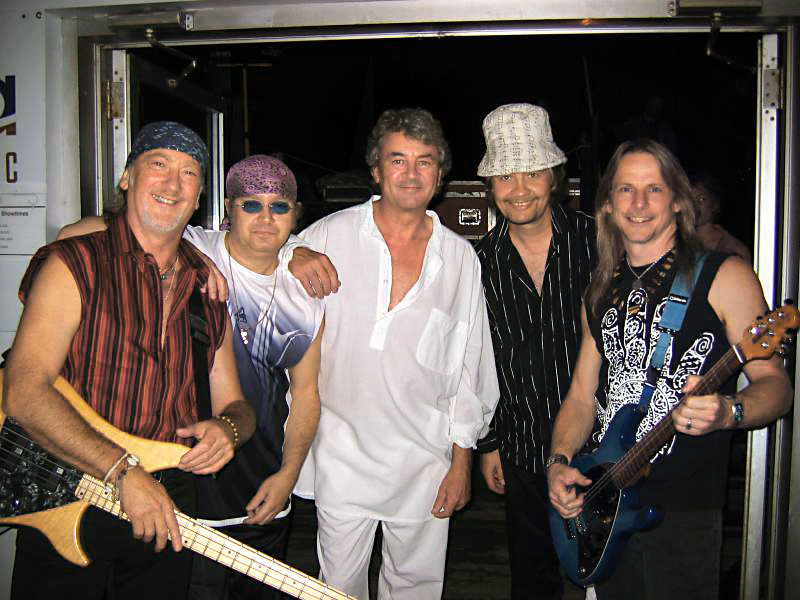
2004年的深紫

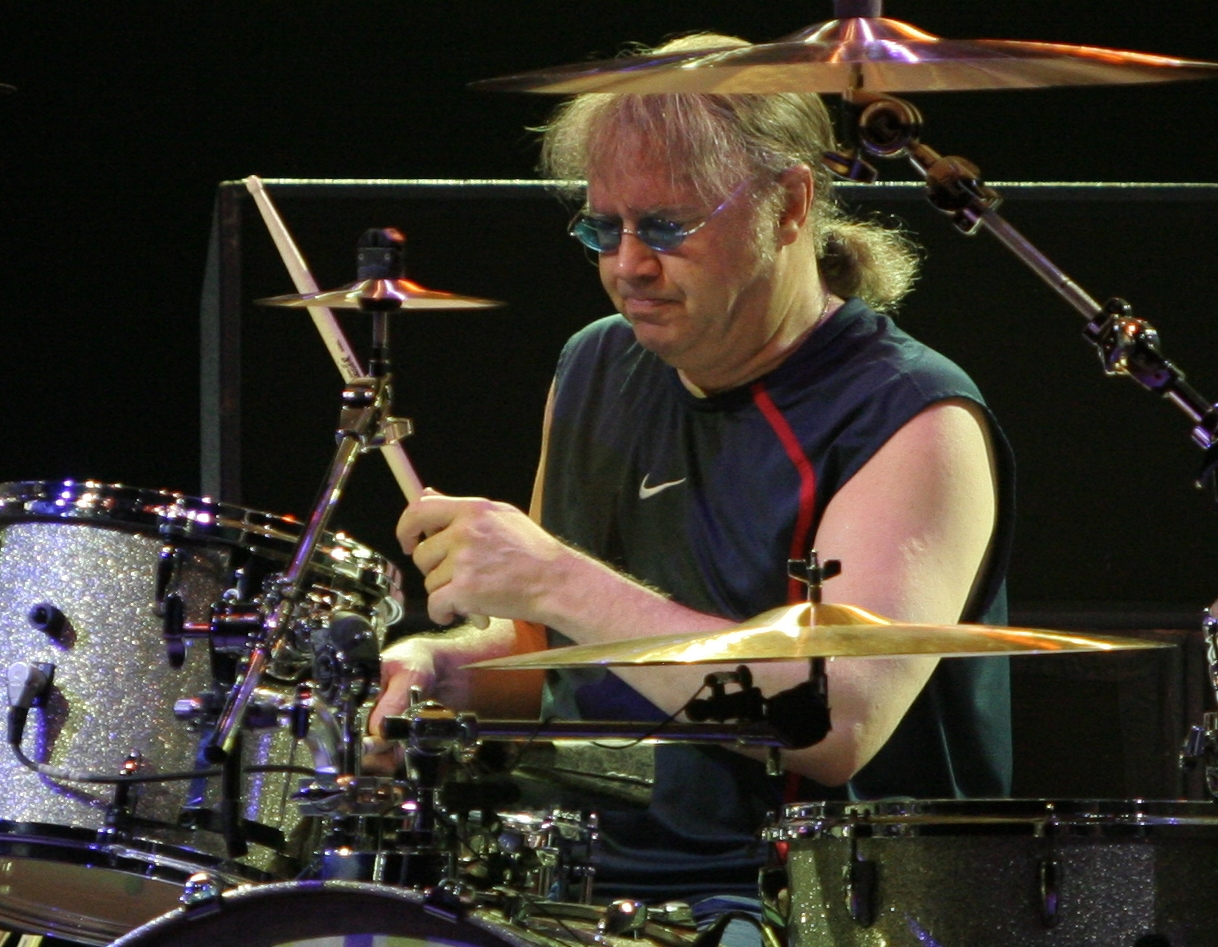
2006年的佩斯

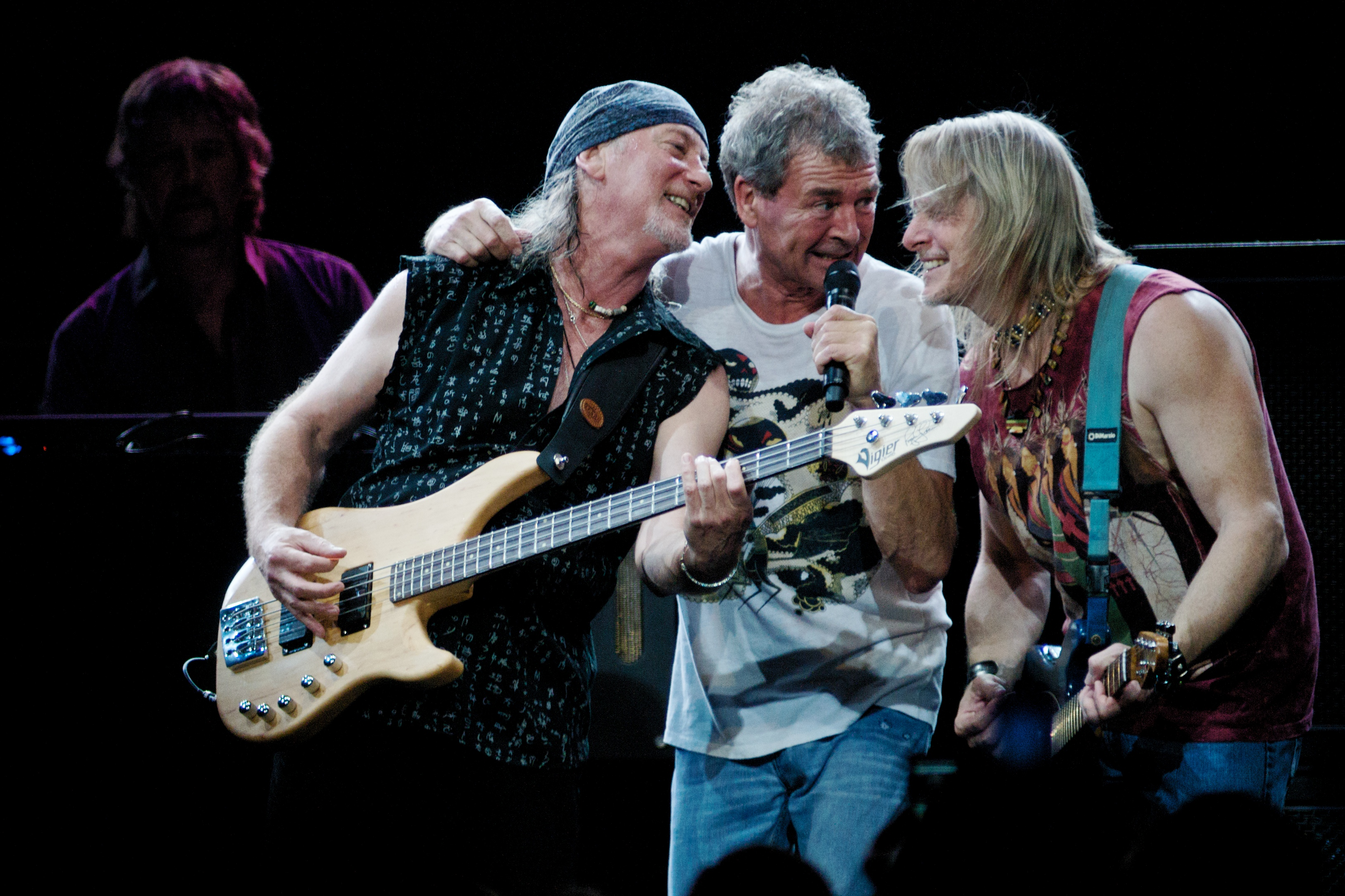
2009年的深紫

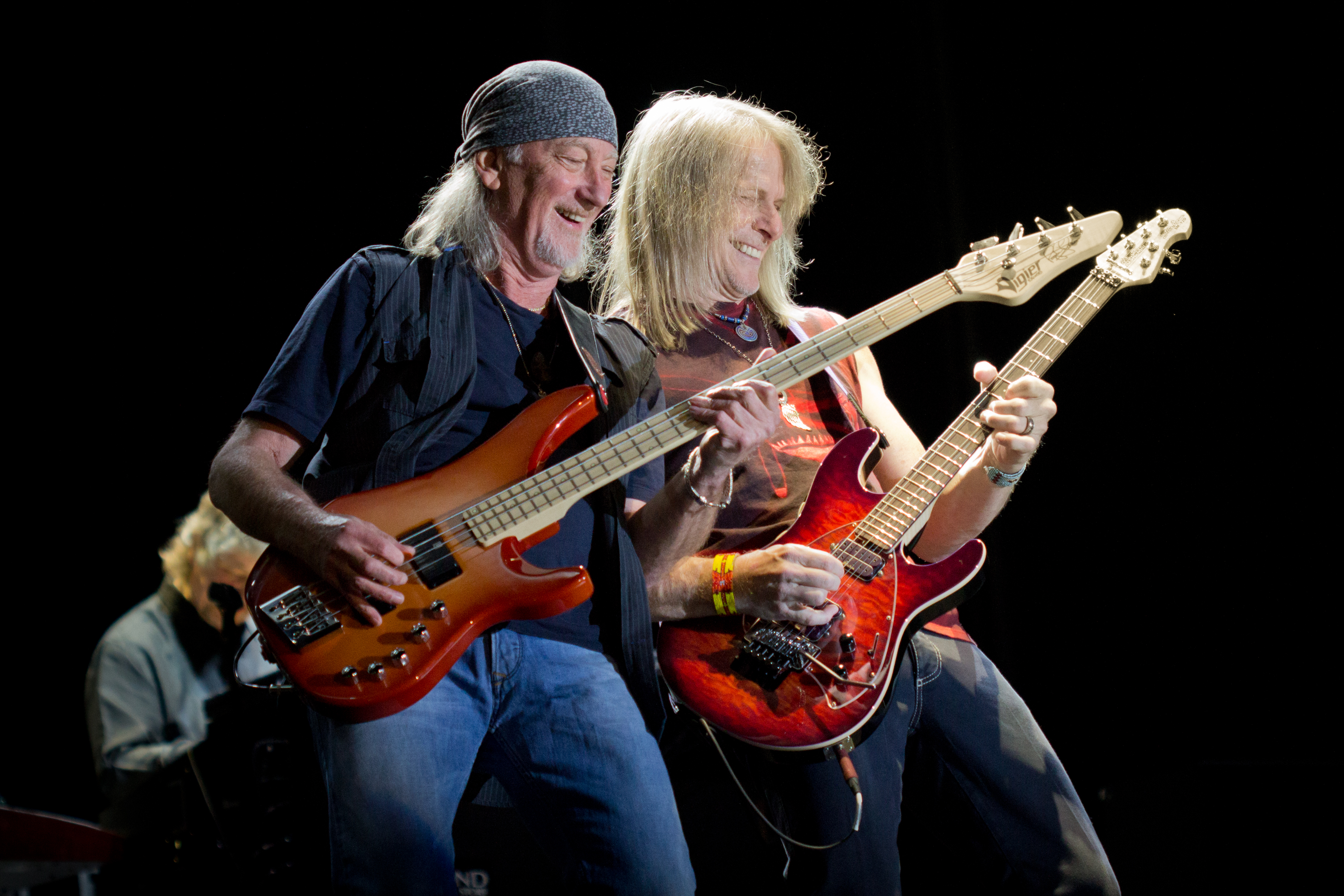
2013年的格洛弗和莫爾斯

資歷豐富的新任吉他手莫爾斯，使樂團注入新鮮的創造力。1996年2月17日，發行第十五張專輯《險峻夾角》，展現出多樣化的音樂風格，它比以前的專輯更具實驗性質，登上英國榜第58名，並未擠入美國榜前二百強。「Mark VII」陣容於1997年6月9日發行雙碟現場專輯《奧林匹亞演唱會》。這次巡迴更新了演出曲目，樂團在剩下的90年代中享受著成功演出。
1998年6月2日，發行第十六張專輯《縱情》後，繼續帶著熱忱四處巡迴。因為樂譜遺失（自1970年最後一次演出以來，《深紫與管弦樂團協奏曲》的樂譜就不見了），洛德獲得一位同樣身為音樂作曲家的荷蘭樂迷馬可·德·葛雷幫助，兩人精心重新創作早期寫的協奏曲。1999年9月底，深紫再度於皇家阿爾伯特音樂廳演出重建後的協奏曲，這次是與倫敦交響樂團合作共演兩天，指揮家是保羅·曼恩。音樂會上還演奏了每位成員的獨奏生涯歌曲，以及簡短的深紫歌曲與特別嘉賓演出。這場盛大的音樂會實況，後來收錄在2000年2月8日發行的現場專輯《與倫敦交響樂團共演實況》中。2001年初，在東京也舉行了兩場類似的協奏音樂會，隨後被錄製成多達十二張CD的套裝盒組《協奏曲系列》中。
接著幾年的時光，深紫大部分都在巡迴演出，他們大多演奏70年代的經典作品。一直持續活動到2002年時，創始成員之一（另一位是鼓手佩斯）的鍵盤手洛德宣佈從深紫退休，去追求他的個人音樂事業（特別是交響樂、管弦樂方面的興趣），他留下哈蒙德電子琴給他的接班人。這個位置由英國搖滾鍵盤老將唐·艾瑞接任（前彩虹、奧茲·奧斯本、蓋瑞·摩爾樂團成員，曾支援黑色安息日、猶大祭司、白蛇、卡翠娜與搖擺合唱團、瘦李奇、傑叟羅圖樂團、幽浮、布萊恩·梅、布魯斯·迪金森、安德魯·洛伊·韋伯的錄音或演出，也曾經在2001年支援過膝蓋受傷的洛德上場），形成「Mark VIII」陣容。
2003年9月9日，發行第十七張專輯《香蕉天堂》，因缺乏媒體曝光，該專輯只在歐洲和南美洲賣出好成績。樂團繼續展開新的巡迴演唱。此時，EMI唱片拒絕與深紫延長合約，可能是因為銷量低於預期。2005年7月，樂團在加拿大安大略省的公園廣場參加現場八方搖滾音樂節。同年10月24日發行第十八張專輯《深紫魔戀》，獲得英國《經典搖滾》雜誌「2005年經典搖滾專輯獎」。隨後樂團舉行深紫魔戀巡迴之旅。《香蕉天堂》和《深紫魔戀》是由美國貝斯手麥可·布拉德福德製作。
2007年2月，吉蘭呼籲樂迷不要購買一張由Sony BMG發行的現場專輯《赴湯蹈火在所不辭》，這是他們1993年在英國伯明罕國家展覽中心的演出。這張現場錄音曾在1994年發行，雖然當時吉蘭和其他成員沒有阻止，但是吉蘭表示：「那是我生涯的最低點之一。事實上，也是我們所有成員的生涯低點」。同年，樂團的法國巡迴總共賣了超過十五萬張門票。2009年，吉蘭被記者問到關於經濟衰退的影響時表示：「很奇怪，我們現在開唱的人數規模越來越大，比70年代時還大很多，場次也是。現在觀眾的平均年齡是18歲，我已經很久沒看過台下有留長髮的樂迷了。即使唱片銷量一直在下滑，不過人們更願意付錢來買演唱會的門票，我們會盡全力給他們一個美好的夜晚」。
2011年，深紫在48個國家巡迴演出，不但在歐洲與法蘭克福新愛樂樂團共演，也在各大巨型場地開唱，如英國的O2體育館、義大利的維羅納圓形競技場等。2011年5月，樂團成員在是否要製作新的錄音室專輯上沒有共識，因為現在錄製作品已經不再會真的賺錢了。格洛弗表示：「就算我們虧錢，深紫也應該要做新的錄音室專輯。像我們這樣有悠久歷史的樂團，時光就意味著機會」。
同時，前成員大衛·科弗代爾和葛倫·休斯向美國VH1頻道透露，希望以當年的「Mark III」陣容和深紫合作，像是慈善演唱會的形式。9月，陪伴樂團巡演長達九年的首席音響工程師莫瑞·麥克米蘭因癌症病逝，享年58歲。他是英國第一個獲得V-DOSC認證的工程師，在過去三十年參與許多知名樂團的演出，例如黑色安息日、奧茲·奧斯本、撒克遜、摩托頭、迪歐和白蛇。
在歐洲創作許多歌曲之後，樂團終於決定在2012年夏天進錄音室，製作下一張新專輯。莫爾斯向法國雜誌《硬式搖滾》表示，新專輯將由德高望重的鮑伯·艾思林擔任製作人（他製作過埃利斯·庫珀、吻、平克佛洛伊德、史密斯飛船、30秒上火星、彼得·蓋布瑞爾和泰勒絲的專輯）。
2012年7月16日，深紫的創始成員瓊·洛德因胰臟癌在倫敦去世，享壽71歲。2013年4月26日，發行第十九張專輯《是怎樣?!》。2016年6月，佩斯輕微中風，他的右手和手指受到影響。也使深紫在斯堪地那維亞的一些演出取消。11月25日，深紫宣布第二十張專輯將取名為《無限》，預計在2017年4月7日發行。2016年12月，深紫宣布新專輯的宣傳巡演也預定名為久別巡迴之旅。2017年1月20日，佩斯表示：「這可能是最後一次的長時間世界巡演。很明顯，現在已經無法像年輕的時候那樣巡迴了，它變得越來越困難」。

## 音樂風格
深紫的音樂由於電吉他和電子琴的影響，一般被歸類為硬式搖滾、前衛搖滾與交響搖滾。鍵盤手瓊·洛德的音樂風格不僅根植於藍調和爵士樂，而且還擁有深厚的古典音樂素養。從眾多細節中可以發現，深紫的鍵盤聲非常側重於古典樂慣用的音階、終止技巧，例如〈公路之星〉的三和弦，電子琴擔任非常重要的角色。在樂團典型的硬式搖滾中，也一再出現藍調、放克、靈魂樂、當代民謠音樂、鄉村音樂、搖滾、迷幻音樂、抒情民謠等各流派的元素。
吉他手瑞奇·布萊克摩爾則受到漢克·馬爾文、杜安·艾迪、金格·萊恩哈特和斯科蒂·摩爾的顯著影響。他的演奏中有大量五聲音階、爵士音階、古典樂小調音階、速彈和強力和弦，以及引人注目的重覆樂句，例如〈水上煙〉著名的前奏。除了時常在演唱會上表演即興演奏，顫音、琶音也是他的慣用技法。在他成立中世紀搖滾樂團布萊克摩爾之夜後，也展現出源自古典音樂的元素和靈感。在英國吉他雜誌《吉他大全》公布的「史上最偉大的吉他即興重覆段」名單中，便有兩首是布萊克摩爾的演奏。除了他在編曲上對情境的完美掌握，也會演奏其他風格在作品中，如鄉村音樂和傳統搖滾。在他擔任深紫的吉他手期間，器材上幾乎都是使用芬達斯特拉型電吉他和馬歇爾擴大器，並且以古典吉他的形式來彈奏電吉他。值得一提的是，在70年代初期，洛德的鍵盤和布萊克摩爾的吉他經常以「對峙」的形式互相壓制，製造出十分戲劇性的張力，是日後「雙吉他對決」概念的雛形。
鼓手伊恩·佩斯的風格受到爵士樂和搖滾鼓手如巴迪·瑞奇、卡明·亞派斯和赫里斯合唱團鼓手鮑比·埃利奧特的影響，而搖擺樂元素顯然也對他的搖滾風格具有影響力。他的打擊風格包括快速的即興補音和複雜的腳踏鈸。貝斯手羅傑·格洛弗的節奏雖簡單卻又富於變化，他受到傑可·帕斯透瑞斯、傑克·布魯斯和保羅·麥卡尼的直接影響。吉他手史提夫·莫爾斯具有明顯的融合爵士樂、爵士樂、當代民謠和鄉村音樂風格，莫爾斯在他的職業生涯中經常演奏高度複雜的和弦結構、快速交替的琶音。他的常用技法包括泛音、抖音、點弦、五爪輪指、混合撥弦和連奏技巧，以及小提琴般的音色效果。另外他的顫音也用得非常多，而且相當快速。

## 影響力、成就與地位
深紫是硬式搖滾與重金屬音樂的開拓者之一，他們與黑色安息日、齊柏林飛船被視為「重金屬音樂的三大元老」。該樂團影響了很多著名的搖滾或金屬樂團，包括猶大祭司、金屬製品、皇后合唱團、史密斯飛船、范海倫、愛麗絲囚徒、潘特拉、X JAPAN、邦喬飛、歐洲合唱團、匆促樂團、摩托頭，以及許多英國重金屬新浪潮中的領導樂團，如鐵娘子和威豹樂隊。鐵娘子的貝斯手和詞曲創作者史提夫·哈里斯曾表示，鐵娘子「沉重」的音樂特質，靈感是來自黑色安息日、深紫和齊柏林飛船。
2000年，美國VH1頻道將深紫列為「百大優秀硬搖滾樂團」第22名。2005年，獲得世界音樂獎「傳奇獎」。2011年，獲經典搖滾獎「創新獎」。2012年，在一份《滾石》雜誌的讀者調查中，深紫的《日本現場》位列「歷來最佳的現場專輯」第6名。2012年9月25日，音樂界為了慶祝深紫的傳奇專輯《機械頭》四十週年紀念，發行了致敬專輯《巨星翻唱：向深紫的機械頭專輯致敬》，參與的樂團與音樂人包括鐵娘子、金屬製品、烈酒公社、烈火紅唇合唱團、史提芬·范、史蒂夫·史蒂文斯、卡洛斯·山塔那、吉米·巴恩斯、喬・波納馬沙、布萊德·惠特福德、吉比·海恩斯、前范海倫成員山米・海格與麥可·安東尼、嗆辣紅椒成員查德·史密斯、蟑螂老爹成員雅各比·沙迪克斯、威豹樂隊成員喬·艾略特、槍與玫瑰成員達夫·麥卡根和馬特·索蘭等。

### 搖滾名人堂
在2012年10月之前，深紫從未被提名進入搖滾名人堂（他們自1993年起便符合被選資格），直到2012年才開始被提名。第一次的提名落選，吻的貝斯手吉恩·西蒙斯和匆促樂團的貝斯手蓋迪·李表示，深紫顯然應該列入搖滾名人堂。在此之前，就有許多音樂人抗議深紫沒有進入搖滾名人堂。托托合唱團的吉他手史蒂夫‧路卡瑟說：「帕蒂·史密斯都列名了，深紫卻沒有是怎麼回事？每個小孩學彈吉他的第一首歌是什麼？深紫的〈水上煙〉！這樣還進不了？搖滾名人堂已經失去它的格調了，就是因為這種離譜的遺漏」。槍與玫瑰吉他手史萊許也表達了他的驚訝和異議：「提名的名單令人難以置信，對我來說深紫是非常偉大的，你們怎麼能不把深紫列入？」。金屬製品成員詹姆斯·海特菲爾德、拉爾斯·烏爾里希和柯克·哈米特也不斷遊說委員會將深紫列名。2014年4月9日，在《滾石》雜誌的採訪中，烏爾里希表示：「我只有兩個字要說，『深紫』。我很認真，各位，『深紫』這兩個簡單的英語單字」。2015年，世界摔角娛樂明星克里斯·傑利可說：「沒有深紫的名人堂就是屁蛋名人堂，顯然幕後有令人反感的力量不想讓他們進去」。
為了回應音樂界的疑慮，搖滾名人堂基金會董事兼首席執行長喬爾·派瑞斯曼表示：「搖滾的定義對每個人來說都是不同的」。深紫的貝斯手羅傑·格洛弗透漏，深紫將來可能會拒絕搖滾名人堂的邀請，這個「美國機構」讓樂團成員覺得「有點矛盾」，他說：「有個委員說，深紫當年只不過是好運而已，這種想法實在是太過庸俗了」。主唱伊恩·吉蘭也回應說：「我這一生都反體制，我知道他們內部說我們只是歪打正著。這（搖滾名人堂）不是為了樂迷而設，而是為了一些嚼雪茄、談論利益交換的人準備的」。2013年10月16日，深紫再度被提名進入名人堂，但最終未能入選。
2015年4月29日，深紫在《滾石》雜誌讀者調查「2016年最應該進入搖滾名人堂的音樂人」中排名第一。同年10月，深紫第三次獲得提名。同年12月，深紫入圍2016年度候選名單，搖滾名人堂發表聲明：「沒有深紫的名人堂是空洞的，現在是圓滿的時刻。在硬式搖滾和重金屬音樂中，齊柏林飛船、黑色安息日與深紫是三位一體的宗師級樂團」。2016年4月8日，深紫當選、正式列入搖滾名人堂，該機構宣布以下成員被列入：伊恩·佩斯、瓊·洛德、瑞奇·布萊克摩爾、羅傑·格洛弗、伊恩·吉蘭、羅德·艾文斯、大衛·科弗代爾和葛倫·休斯。被排除在外的成員是尼克·辛博、湯米·波林、喬·林·特納、喬·沙翠亞尼、史提夫·莫爾斯和唐·艾瑞。對此結果，吉蘭表示名人堂此舉非常獨斷：「我的感激之情已打了折扣，吉他手史提夫·莫爾斯和鍵盤手唐·艾瑞都已經在深紫待了很久。這樣做非常愚蠢，就像有個老朋友邀請你參加婚體，結果卻只准你和離婚十年的前妻赴宴，而不准和現任妻子一起去」。
在頒獎典禮舉行之前，吉蘭宣布禁止葛倫·休斯、大衛·科弗代爾、羅德·艾文斯、瑞奇·布萊克摩爾和深紫一起在典禮上登台：「因為這些成員不是當前的樂團陣容。史提夫·莫爾斯和唐·艾瑞將會出席登台，這是對他們倆人的基本尊重」。典禮當天，八位列名成員中，有五位出席。眾所矚目的布萊克摩爾缺席，他在Facebook粉絲專頁上表示：「對於入選感到榮幸，並考慮出席。直到收到來自深紫經紀人布魯斯·佩恩的拒絕信，因此我將不會出席。真誠感謝所有支持我的樂迷」。然而，在名人堂的採訪中，吉蘭表示他曾親自邀請布萊克摩爾出席，但不是在舞台上演出。第一任主唱羅德·艾文斯已經在三十多年前就消失於音樂界，也未出席。而瓊·洛德已經逝世，由遺孀代為接受加冕。深紫當前的「Mark VIII」陣容表演了〈公路之星〉，之後洛德的照片出現在大螢幕上，樂團繼續演奏〈安靜〉和傳奇名曲〈水上煙〉。

## 作品列表
| - 深紫色調（1968年7月） - 塔利埃辛之書（1968年10月） - 深紫（1969年6月21日） - 搖滾的深紫（1970年6月3日） - 火球（1971年7月） - 機械頭（1972年3月25日） - 自以為是（1973年1月13日） - 烈火（1974年2月15日） - 風雨欲來（1974年11月16日） - 品嘗深紫色（1975年10月10日） - 完美陌生人（1984年10月29日） - 淺藍之屋（1987年1月12日） - 奴隸與主人（1990年10月5日） - 激戰（1993年7月2日） - 險峻夾角（1996年2月17日） - 縱情（1998年6月2日） - 香蕉天堂（2003年9月9日） - 深紫魔戀（2005年10月24日） - 是怎樣?!（2013年4月26日） - 深紫與管弦樂團協奏曲（1969年12月） - 日本現場（1972年12月） - 歐洲現場（1976年10月） - 深紫現場（1980年12月） - 倫敦現場（1982年8月） - 沒人是完美的（1988年6月） - 粉紅缺席（1991年4月） - 赴湯蹈火在所不辭（1994年11月7日） - 加州即興（1996年） - 奧林匹亞演唱會（1997年6月9日） - 澳大利亞縱情演唱會（1999年10月12日） - 與倫敦交響樂團共演實況（2000年2月8日） - 成軍25週年紀念巔峰之旅（2006年11月7日） - 96年蒙特勒現場（2006年5月） - 69年蒙特勒現場（2006年8月28日） - 2006年蒙特勒現場（2007年6月12日） - 浴火鳳凰（2011年5月11日） - 1968–1970年 BBC實況（2011年11月7日） - 2011年蒙特勒現場（2011年11月7日） - 1975年巴黎現場（2012年10月） - 1972年哥本哈根現場（2013年4月） - 1970年斯德哥爾摩現場（2014年3月） - 1975年格拉茲現場（2014年9月） - 1971年長灘現場（2015年2月） - 夜色降臨 瓦肯祭典演唱會（2015年4月） - 日出東方 東京演唱會（2015年4月） - 1976年長灘現場（2016年5月） - 珍貴紀錄（1977年） - 珍貴紀錄第二輯（1978年） - 珍貴紀錄第三輯（1980年） | - 紫的軌跡（1972年11月） - Mark I與II（1973年12月） - 24克拉紫鑽（1975年6月） - 大力士（1977年12月） - 深紫單曲輯（1978年10月） - 深紫Mark II單曲輯（1979年4月） - 深紫色精選（1980年7月） - 終極深紫（1985年1月） - 選輯（1985年5月） - 深紫色80年代經典（1992年） - 命運的鬥士：暢銷金曲選（1994年） - 水上煙：深紫經典（1994年12月9日） - 30年紀念精選（1998年11月3日） - 經典重現（2002年） - 永恆精選（2003年6月） - 超級深紫（2003年6月） - 永遠的深紫：精華輯（2005年3月17日） - 白金典藏（2005年3月21日） - 好色精選（2007年10月5日） - 搖滾名曲精華輯（2008年3月） - 超級精選（2010年4月） - 搖滾經典名作精選（2012年3月） - 經典（2013年2月） - 黑膠典藏系列（2016年1月29日） - 金庫的主人（1970年） - 深紫與管弦樂團協奏曲（1970年） - 1974年加州音樂節現場（1974年） - 日出東方（1985年） - 單曲影像輯（1987年） - 斯堪地那維亞之夜：1972年丹麥現場（1988年） - 重金屬先驅（1991年） - 赴湯蹈火在所不辭（1994年） - 1995年印度孟買現場（1995年） - 澳大利亞縱情演唱會（1999年） - 與倫敦交響樂團共演實況（2000年） - 1984–2000年珍貴影像紀錄（2001年） - 經典唱片：深紫之「機械頭」（2001年） - 協奏曲系列（2001年） - 近日點演唱會（2002年） - 親臨深紫現場（2004年） - 1972–1973年現場（2005年） - 1996年蒙特勒現場（2006年） - 2006年蒙特勒現場（2007年） - 環遊世界之旅（2008年） - 搖滾傳奇經典之深紫色樂團（2009年） - 深紫色搖滾編年史：1968–1976年精選集（2009年） - 2011年蒙特勒現場（2011年） - 完美陌生人現場（2013年） - 皇家劇院演唱會實況（2014年） - 羅馬維羅納競技場演唱會（2014年） - 日出東方 東京演唱會（2015年） - 夜色降臨 瓦肯祭典演唱會（2016年） |

## 成員列表

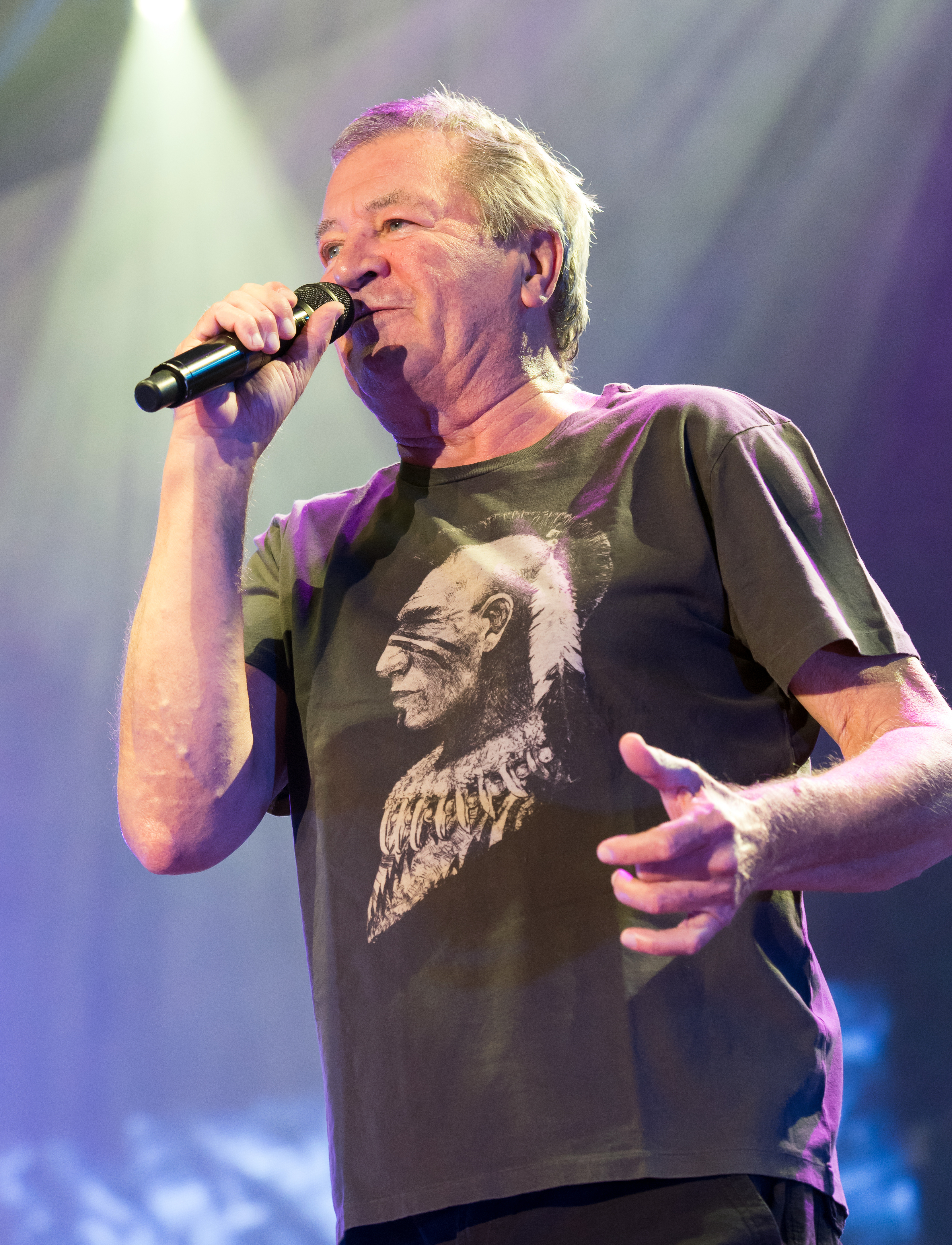
伊恩·吉蘭
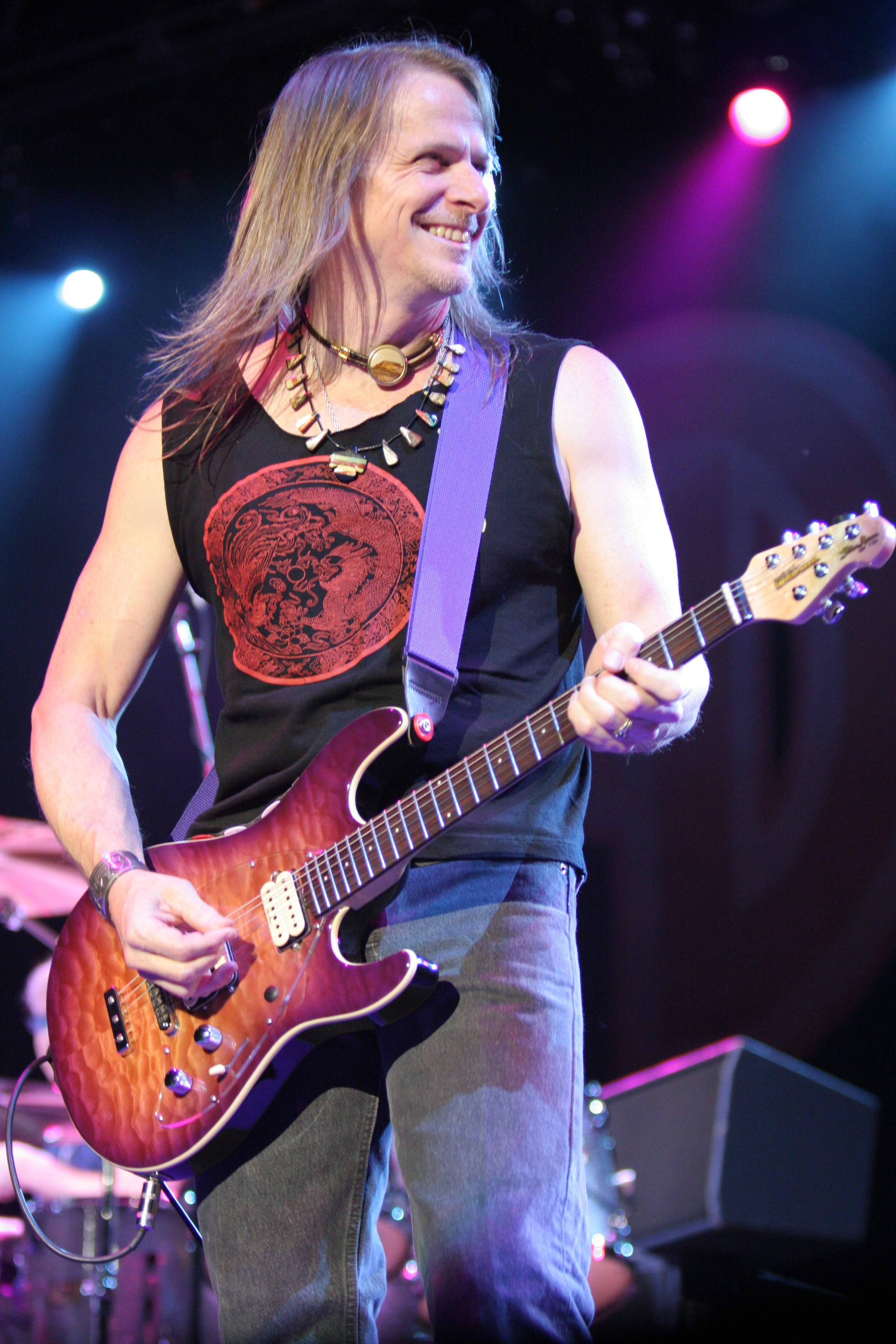
史提夫·莫爾斯
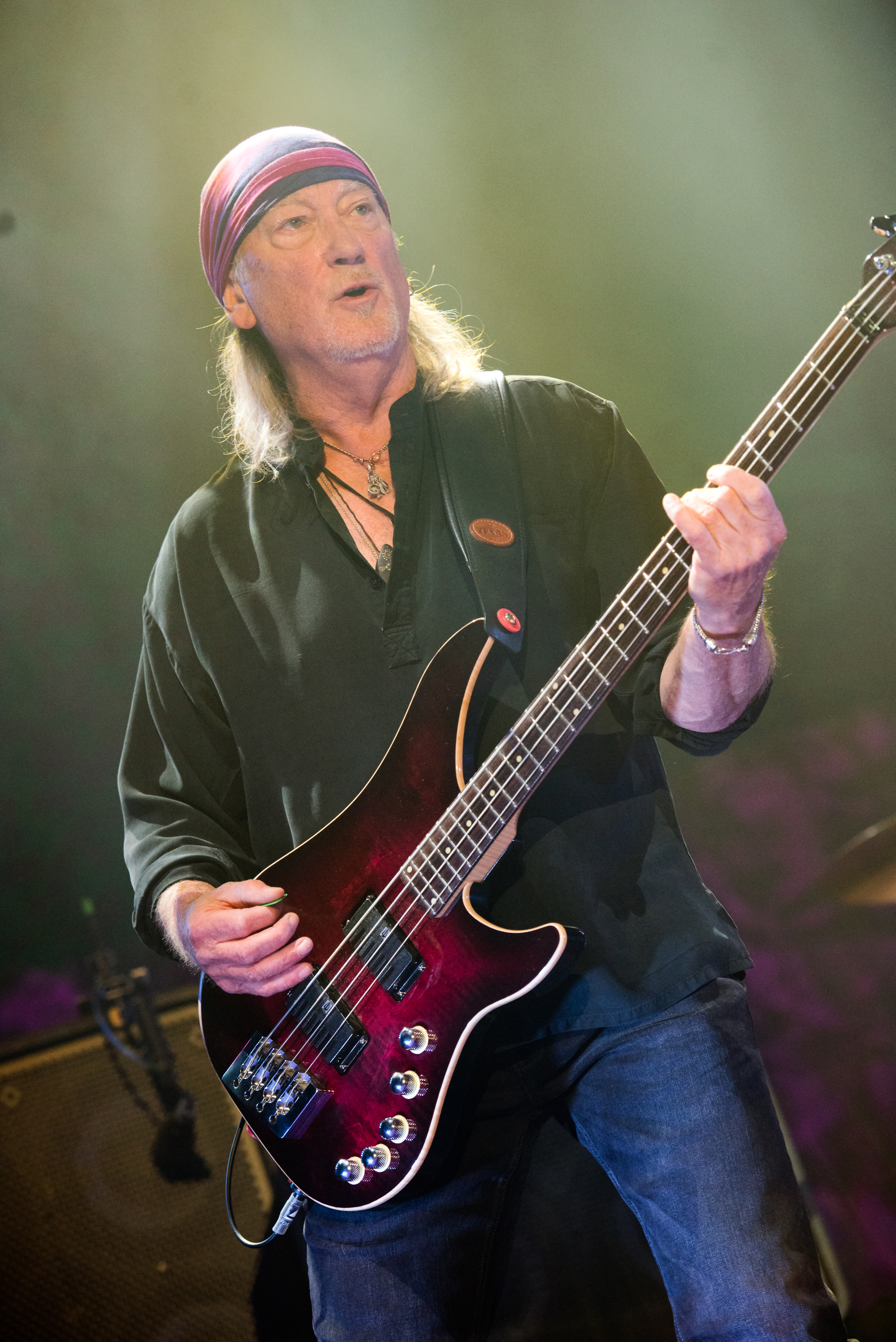
羅傑·格洛弗
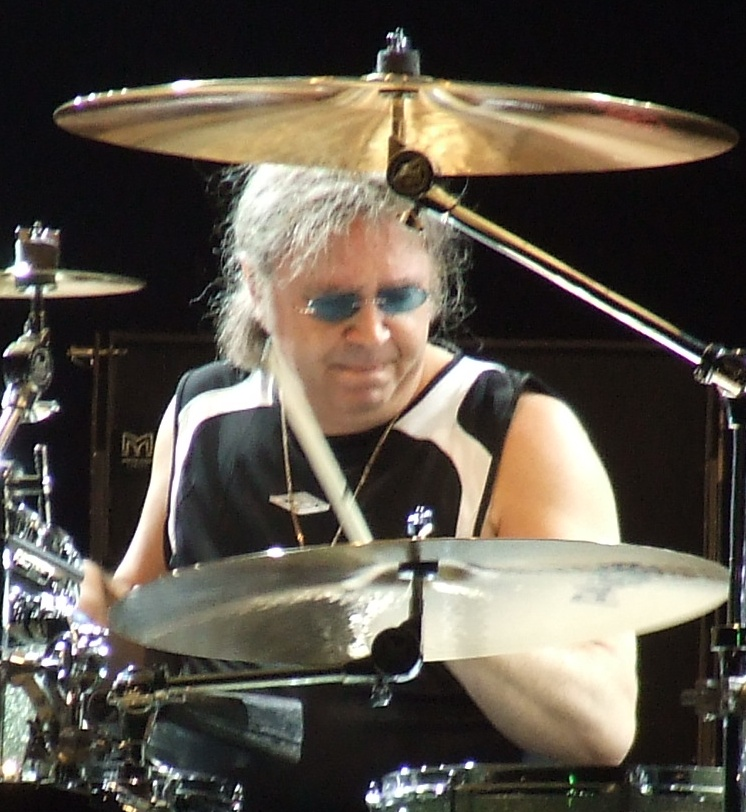
伊恩·佩斯
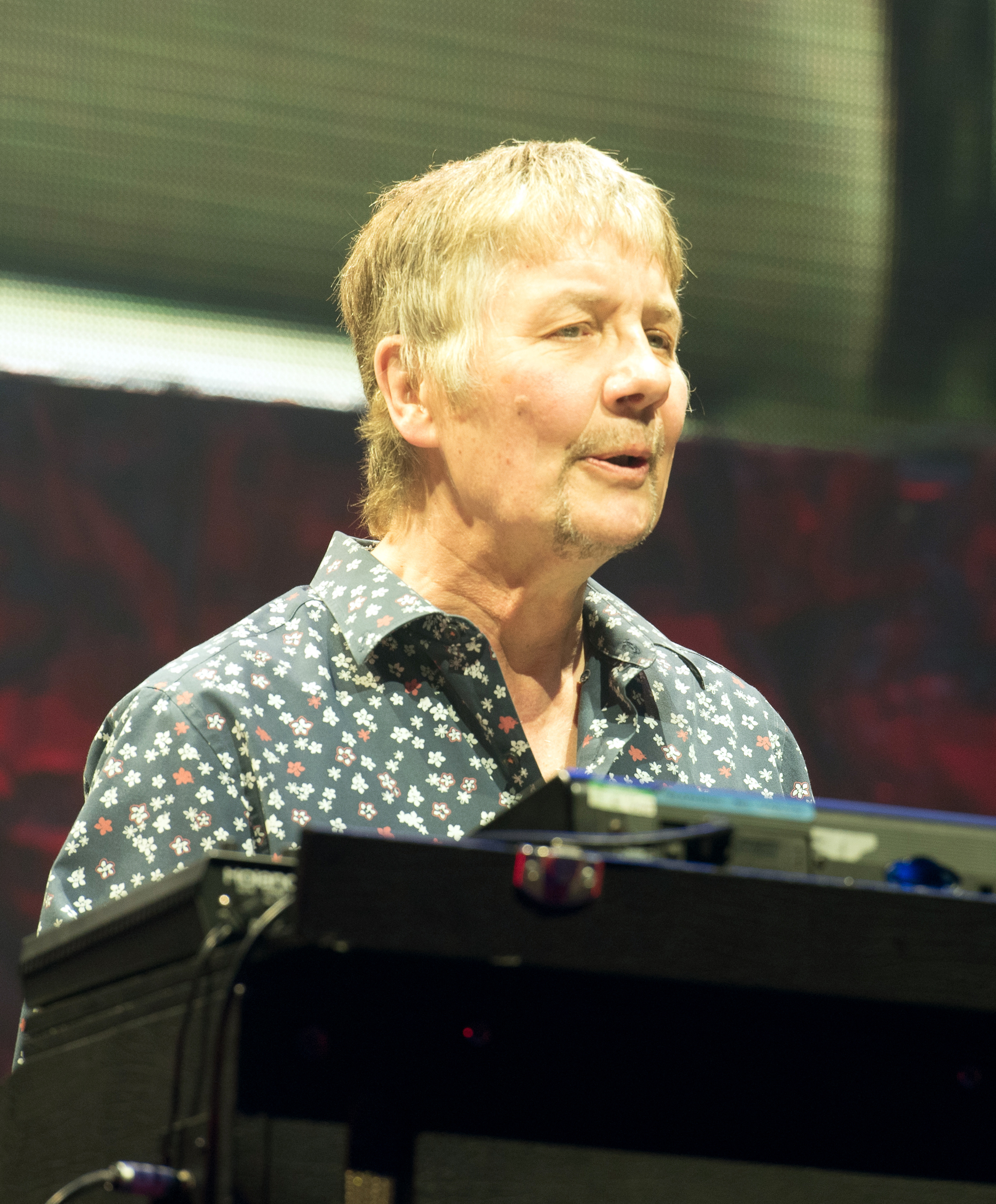
唐·艾瑞

### 現任成員

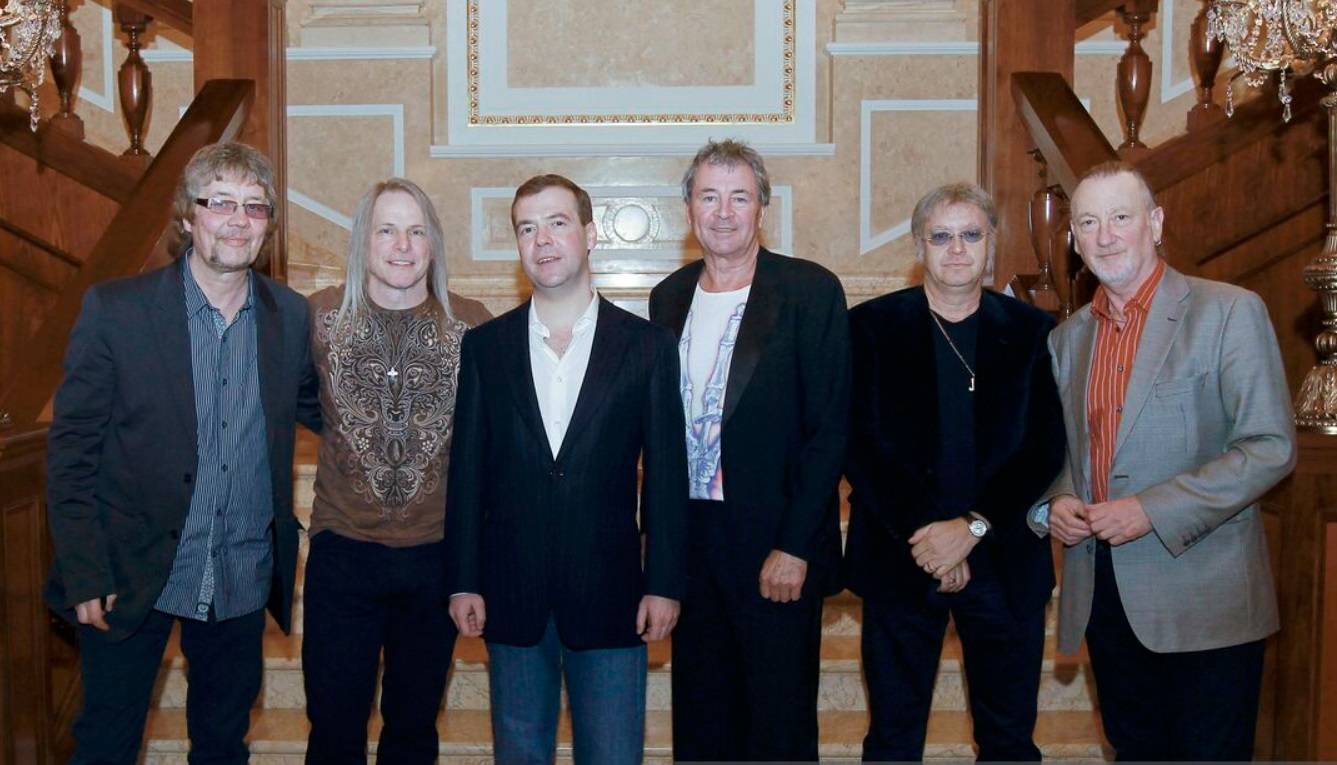
2011年，深紫成員與俄羅斯總統迪米悌·梅德維傑夫合影

- 伊恩·吉蘭 – 主唱、口琴（1969 - 1973年，1984 - 1989年，1992年 - 至今）
- 史提夫·莫爾斯（英语：Steve Morse） – 吉他（1994年 - 至今）
- 羅傑·格洛弗（英语：Roger Glover） – 貝斯、和聲（1969 - 1973年，1984年 - 至今）
- 伊恩·佩斯（英语：Ian Paice） – 爵士鼓、打擊樂器（1968 - 1976年，1984年 - 至今）
- 唐·艾瑞（英语：Don Airey） – 鍵盤樂器（2001年 - 至今）

### 離任成員
- 瓊·洛德 – 鍵盤樂器、和聲（1968 - 1976年，1984 - 2002年）
- 瑞奇·布萊克摩爾 – 吉他（1968 - 1975年，1984 - 1993年）
- 羅德·艾文斯（英语：Rod Evans） – 主唱（1968 - 1969年）
- 尼克·辛博（英语：Nick Simper） – 貝斯、和聲（1968 - 1969年）
- 葛倫·休斯（英语：Glenn Hughes） – 貝斯、主唱（1973 - 1976年）
- 大衛·科弗代爾 – 主唱（1973 - 1976年）
- 湯米·波林（英语：Tommy Bolin） – 吉他、主唱（1975 - 1976年）
- 喬·林·特納（英语：Joe Lynn Turner） – 主唱（1989 - 1992年）

### 演唱會支援樂手
- 喬·沙翠亞尼 – 吉他（1993 - 1994年）

### 各代陣容
| 陣容                     | 時間                       | 成員                                                                                         | 錄音室專輯                                                                                     | 陣容結束原因                     |
| ------------------------ | -------------------------- | -------------------------------------------------------------------------------------------- | ---------------------------------------------------------------------------------------------- | -------------------------------- |
| Mark I                   | 1968 - 1969年              | 主唱 – 羅德·艾文斯 吉他 – 瑞奇·布萊克摩爾 貝斯 – 尼克·辛博 鍵盤 – 瓊·洛德 鼓手 – 伊恩·佩斯   | 深紫色調（1968年7月） 塔利埃辛之書（1968年10月） 深紫（1969年6月21日）                         | 主唱與貝斯手因音樂風格差異遭開除 |
| Mark II                  | 1969 - 1973年 （經典陣容） | 主唱 – 伊恩·吉蘭 吉他 – 瑞奇·布萊克摩爾 貝斯 – 羅傑·格洛弗 鍵盤 – 瓊·洛德 鼓手 – 伊恩·佩斯   | 搖滾的深紫（1970年6月3日） 火球（1971年7月） 機械頭（1972年3月25日） 自以為是（1973年1月13日） | 主唱與貝斯手因樂團內部衝突退出   |
| Mark III                 | 1973 - 1975年              | 主唱 – 大衛·科弗代爾 吉他 – 瑞奇·布萊克摩爾 貝斯 – 葛倫·休斯 鍵盤 – 瓊·洛德 鼓手 – 伊恩·佩斯 | 烈火（1974年2月15日） 風雨欲來（1974年11月16日）                                               | 吉他手不滿新專輯風格而退出       |
| Mark IV                  | 1975 - 1976年              | 主唱 – 大衛·科弗代爾 吉他 – 湯米·波林 貝斯 – 葛倫·休斯 鍵盤 – 瓊·洛德 鼓手 – 伊恩·佩斯       | 品嘗深紫色（1975年10月10日）                                                                   | 演出水準滑落，樂團解散           |
| 深紫於1976至1984年間解散 |                            |                                                                                              |                                                                                                |                                  |
| Mark II                  | 1984 - 1989年              | 主唱 – 伊恩·吉蘭 吉他 – 瑞奇·布萊克摩爾 貝斯 – 羅傑·格洛弗 鍵盤 – 瓊·洛德 鼓手 – 伊恩·佩斯   | 完美陌生人（1984年10月29日） 淺藍之屋（1987年1月12日）                                         | 主唱因樂團內部衝突遭開除         |
| Mark V                   | 1989 - 1992年              | 主唱 – 喬·林·特納 吉他 – 瑞奇·布萊克摩爾 貝斯 – 羅傑·格洛弗 鍵盤 – 瓊·洛德 鼓手 – 伊恩·佩斯  | 奴隸與主人（1990年10月5日）                                                                    | 主唱被迫離開                     |
| Mark II                  | 1992 - 1993年              | 主唱 – 伊恩·吉蘭 吉他 – 瑞奇·布萊克摩爾 貝斯 – 羅傑·格洛弗 鍵盤 – 瓊·洛德 鼓手 – 伊恩·佩斯   | 激戰（1993年7月2日）                                                                           | 吉他手不滿新專輯風格而退出       |
| Mark VI                  | 1993 - 1994年              | 主唱 – 伊恩·吉蘭 吉他 – 喬·沙翠亞尼 貝斯 – 羅傑·格洛弗 鍵盤 – 瓊·洛德 鼓手 – 伊恩·佩斯       | 無作品                                                                                         | 支援吉他手因唱片合約無法正式入籍 |
| Mark VII                 | 1994 - 2002年              | 主唱 – 伊恩·吉蘭 吉他 – 史提夫·莫爾斯 貝斯 – 羅傑·格洛弗 鍵盤 – 瓊·洛德 鼓手 – 伊恩·佩斯     | 險峻夾角（1996年2月17日） 縱情（1998年6月2日）                                                 | 鍵盤手退休                       |
| Mark VIII                | 2002年 - 至今              | 主唱 – 伊恩·吉蘭 吉他 – 史提夫·莫爾斯 貝斯 – 羅傑·格洛弗 鍵盤 – 唐·艾瑞 鼓手 – 伊恩·佩斯     | 香蕉天堂（2003年9月9日） 深紫魔戀（2005年10月24日） 是怎樣?!（2013年4月26日）                  |                                  |

## 外部連結
- 深紫官方網站與樂迷社群 （页面存档备份，存于）
- 深紫官方網站 （页面存档备份，存于）